# Gasbinder

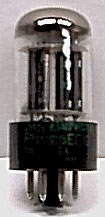
Elektronenbuis 6SN7WGTB, fabricaat Philips. Het gasbindermateriaal is zichtbaar als de spiegelende laag aan de bovenkant van de buis.

Een gasbinder (Engels: getter) is een reactief materiaal dat aangebracht wordt in radiobuizen, fluorescentiedisplays en andere vacuümsystemen met als doel ongewenste achtergebleven gassen zoals waterdamp en zuurstof te absorberen of chemisch te binden.
Omdat met een pomp een perfect vacuüm niet haalbaar is, en omdat gasresten de werking van radiobuizen negatief beïnvloeden, zet men dergelijke gasbinders in om het gewenste vacuüm te bereiken en in stand te houden. Als bindmateriaal worden reactieve stoffen gebruikt zoals magnesium, barium of rubidium. Tijdens de productie van radiobuizen werd een dergelijke stof in de vorm van een plaatje aangebracht, vervolgens sterk verhit door middel van hoogfrequente wervelstromen, waardoor het materiaal verdampt en neerslaat op de glaswand, waar het een kenmerkende spiegelende laag vormt.